# Seleção Norueguesa de Basquetebol
A Seleção Norueguesa de Basquetebol é a equipe que representa a Noruega em competições internacionais da modalidade.